# М-100Б
М-100Б — советская двухступенчатая неуправляемая твердотопливная метеорологическая ракета с высотой подъёма 100 км. Модификация ракеты М-100

## История создания
Во второй половине 70-х годов производство М-100 было передано на завод «Станкомаш» (г.Челябинск), где и была разработана новая модификация ракеты М-100Б. На основе этой ракеты также выпускаются мишенные комплексы ПВО (МС-9ИЦ-Б, МР-9ИЦ-Б, 96М6М «Кабан»). В разработке принимал участие Иштулов Альберт Георгиевич.
В разработке пусковых установок принимал участие Берестов Борис Аркадьевич.

## Описание
М-100Б это неуправляемая двухступенчатая твердотопливная ракета с аэродинамическими стабилизаторами на обеих ступенях. Первая её ступень имеет диаметр 250 мм, длину 4,1 м и работает 5 с. Вторая ступень того же диаметра длиной 1,5 м работает 4,5 с. Пуск производится по траектории, близкой к вертикали, из стартовой установки со спиральными направляющими, придающими ракете вращение вокруг её продольной оси со скоростью 3,5 оборота в секунду. Вращение позволяет исключить влияние асимметрии тяги двигателей и аэродинамики корпуса ракеты на траекторию полёта.
Разделение ступеней «горячее», после возгорания пороха во второй ступени. Головная часть ракеты с приборами и блоками питания (батареями и аккумуляторами) на активном участке траектории (пока работает двигатель) закрыта обтекателем; на высоте 50 км он сбрасывается. Головная часть отделяется на высоте 65—70 км. Одновременно раскрывается парашют площадью около 40 м², который стабилизирует полёт на верхнем отрезке траектории свободного падения, а в плотных слоях атмосферы (ниже 60 км) резко замедляет скорость снижения и заставляет ракету дрейфовать в соответствии с силой и направлением ветра.
Базовый состав аппаратуры состоял из манометров Пирани — для определения давления, термометров сопротивления, предназначенных для измерения температуры, контейнеров с диполями.
Температуру атмосферы определяют четырьмя термометрами сопротивления, сделанными из тончайшей вольфрамовой проволоки. Действие этих приборов основано на способности металлов изменять электрическое сопротивление в зависимости от температуры. При этом вводятся поправки, учитывающие скорость движения ракеты, солнечное излучение, тепловую инерцию проволоки и др.
Скорость ветра на больших (60-90 км) высотах измеряют, наблюдая с помощью наземного радиолокатора за движением диполей (металлизированных надувных шаров, лент или стеклянных игл), которые ракета выбрасывает из контейнера по команде с Земли. (Е. А. Бесядовский, Г. А. Кокин, Н. С. Лившиц, С. В. Пахомов).
Помимо базового комплекса устанавливались на ракете и другие приборы: оптические озонометры (Н. Н. Брезгин, Г. И. Кузнецов, А. Ф. Чижов, О. В. Штырков), датчики водяного пара (А. В. Федынский, М. Г. Хапланов, В. А. Юшков), измерители атомарного кислорода (С. П. Перов, А. В. Федынский, А. Ф. Чижов) и окиси азота (А. М. Задорожный, С. А. Кожухов, Г. А. Тучков), счетчики аэрозолей (Ю. А. Брагин и др.), счетчики корпускулярных частиц (В. Ф. Тулинов), электронные зонды (С. В. Пахомов, А. А. Ястребов), измерители концентрации ионов (Ю. А. Брагин, Т. И. Оришич), измерители напряженности электрического поля (Ю. А. Брагин, А. А. Кочеев, А. А. Тютин), контейнеры с надувными сферами для определения скорости и направления ветра, плотности и температуры (А. Н. Мельников, С. В. Пахомов), а также ряд других приборов.
Для определения концентрации озона применяют хемилюминесцентный метод. При движении ракеты через её бортовой проточный реактор, защищенный от света ловушками-лабиринтами, течёт воздух. Озон, взаимодействуя с поверхностью диска из пористого стекла, покрытого люминофором, вызывает его свечение, которое регистрируют чувствительные фотоприёмники В других приборах используют реакции, позволяющие измерять концентрации окислов азота и атомарного кислорода, слой которого расположен на высоте 90—100 км (В. И. Коньков, С. П. Перов)

## Технические характеристики
| Полная масса                     | 475 кг     |
| Время работы РДТТ первой ступени | 5 с        |
| Время работы РДТТ второй ступени | 4,5 с      |
| Скорость вращения                | 210 об/мин |
| Масса головной части             | 50 кг      |
| Масса целевой аппаратуры         | 15 кг      |
| Длина (полная)                   | 8240 мм    |
| Калибр                           | 250 мм     |
| Высота полёта                    | 90-100 км  |

## Пуски
Тропическая часть Индийского океана с 1970 г. стала регионом интенсивных советских ракетных наблюдений («Академик Ширшов» 1970—1971 гг. в рамках программы ЦАО «Стратомезосфера» с участием 6 НИС в Тихом и Индийском океанах). Были проведены пуски ракет в экваториальной части Индийского океана с оптическими приборами для определения профилей озона и аэрозоля в рамках международной программы «Муссон-79» («Академик Ширшов», 1979 г.), ежедневные пуски ракет по национальной программе «Вертикаль» (1983-84 гг.) по проблеме «КДК, Солнце, прогноз».
В 80-е годы сеть ракетного зондирования СССР, стран соцлагеря и Индии включала в себя восемь станций: о. Хейса (81 с. ш., 58 в. д.), «Ахтопол» (НРБ, 42 с. ш., 44 в. д.), «Волгоград» (49 с. ш., 44 в. д.), «Цингст» (ГДР, 53 с. ш., 12 в. д.), «Балхаш» (47 с. ш., 75 в. д.), «Сайн-Шанд» (МНР, 48 с. ш., 107 в. д.), «Тумба» (Индия, 9 с. ш., 77 в. д.), «Молодёжная» (Антарктика, 68 ю. ш., 46 в. д.). Ракетными комплексами М-100Б было оснащено также четыре научно-исследовательских корабля и судна погоды Госкомгидромета СССР («А. И. Воейков» и «Ю. М. Шокальский», «Академик Ширшов», «Академик Королёв»). Всего на СРЗА проводилось от 500 до 600 запусков ракет ММР-06, ММР-06М и М-100Б в год. Регулярные пуски производились, летом 1 раз в неделю, а в период сезонных перестроек частота зондирования возрастала.
Состоялся в 1990 г. рейс «Академика Ширшова» с суточными сериями по 6-7 ракет для исследования атмосферных приливов в рамках международного проекта Dynamics Adapted Network for the Atmosphere (DYANA). В рамках выполнения международной программы «DYANA» и как часть третьего озонного советско-индийского комплексного эксперимента с 15 января по 7 июня 1990 г. было проведено 70 пусков ракет М-100Б на индийской станции «Тумба» и с борта научно-исследовательского судна «Академик Ширшов» в экваториальной области Индийского океана.
В связи с распадом социалистического лагеря, а затем и СССР, и резким сокращением финансирования сеть СРЗА была ликвидирована. Сохранилась лишь СРЗА «Волгоград» в г.Знаменске. Благодаря настойчивости ученых ЦАО, особенно проф. Г. А. Кокина, ракетные исследования теперь вновь возобновлены: проведено 50 запусков метеорологических ракет на базе ЦАО в г.Знаменске. Осуществлено несколько пусков с о. Хейса.
В июле-августе 1991 г. в рамках международной кампании «Серебристые облака-91» на о. Хейса была запущена серия ракет М-100Б с оптической аппаратурой для регистрации света, рассеянного атмосферой. Было обнаружено аномально большое рассеяние света в двух пусках 31 июля 1991 г. Это явление можно объяснить только наличием мезосферных облаков. Таким образом впервые были обнаружены мезосферные облака в столь высоких широтах (Г. А. Кокин, А. Н. Мельников, А. Ф. Чижов, О. В. Штырков, Г. Витт, Н. Вильгельм).
Перечень пусков М-100 и М-100Б приведен на сайте Encyclopedia Astronautica. © Mark Wade, 1997—2008